# Rhamnella
Rhamnella es un género de plantas de la familia Rhamnaceae. Es originario del sudeste de Asia.

## Taxonomía
Rhamnella fue descrita por Friedrich Anton Wilhelm Miquel y publicado en Prol. Fl. Japón. 218, en el año 1867.

## Especies
- Rhamnella berchemiaefolia
- Rhamnella caudata
- Rhamnella crenulata
- Rhamnella forrestii
- Rhamnella franguloides
- Rhamnella gilgitica
- Rhamnella hainanensis
- Rhamnella inaequilatera
- Rhamnella julianae
- Rhamnella longifolia
- Rhamnella mairei
- Rhamnella martinii
- Rhamnella rubrinervis
- Rhamnella tonkinensis
- Rhamnella vitiensis
- Rhamnella wilsonii